# Bromberger Straße 14 (Mönchengladbach)

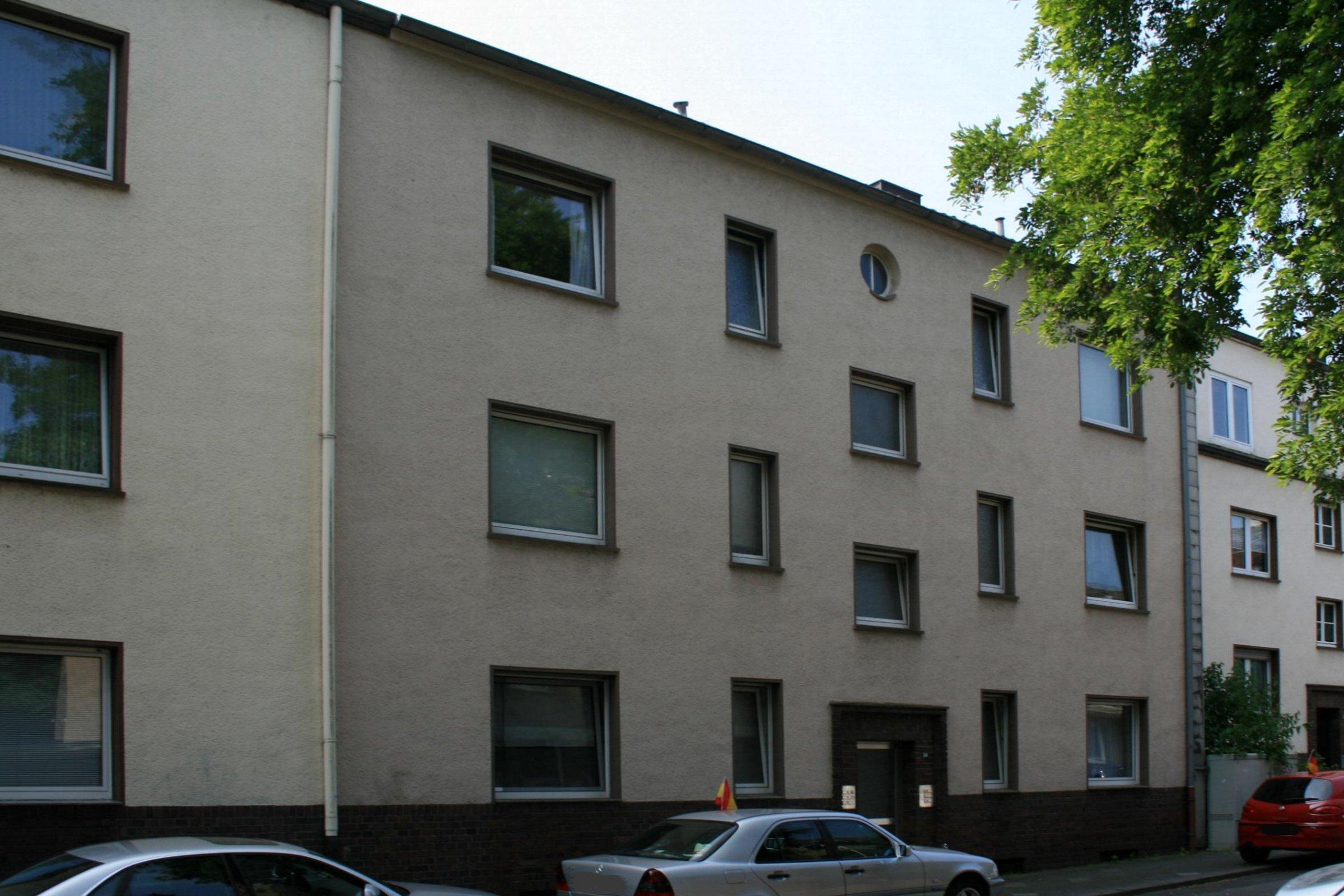
Wohnhaus (2010)

Das Wohnhaus Bromberger Straße 14 steht in Mönchengladbach (Nordrhein-Westfalen) im Stadtteil Dahl.
Das Gebäude wurde 1933 erbaut. Es ist unter Nr. B 123 am 13. Juni 1990 in die Denkmalliste der Stadt Mönchengladbach eingetragen worden.

## Lage
Die Bromberger Straße stellt die Verbindung der Friedrich-Ebert-Straße/Rheydter Straße mit der Richard-Wagner-Straße/Brucknerallee her. In ihr entstanden in den 1930er Jahren – infolge des großen Wohnraumbedarfs – auch Miethäuser.

## Architektur
Das Mietwohnhaus ist dreigeschossig und fünfachsig unter einem Satteldach. Zu diesem Baukomplex gehören auch die Häuser Richard-Wagner-Straße 76 und 78 und Bromberger Straße 16. Die Gebäude Bromberger Straße 6/8/10/12 komplettieren die Wohnanlage.